# Иншан
Инша́н (кит. упр. 颍上, пиньинь Yǐngshàng) — уезд городского округа Фуян провинции Аньхой (КНР).

## История
Уезд был образован во времена империи Суй в 606 году.
В апреле 1949 года был образован Специальный район Фуян (阜阳专区), и уезд вошёл в его состав. В 1970 году Специальный район Фуян был переименован в Округ Фуян (阜阳地区).
В 1996 году постановлением Госсовета КНР округ Фуян был преобразован в городской округ.

## Административное деление
Район делится на 22 посёлка, 7 волостей и 1 национальную волость.

## Экономика
Уезд является крупным центром производства фотоэлектрического оборудования, в том числе солнечных панелей.